# 鐵灰色
铁灰色，是一種顏色（英文：Iron Gray），是灰色之一，是灰色略微带亮灰色的色彩。

三原色光模式RGB值為(98,91,87)、印刷四分色模式CMYK值為(60,55,55,25)、HSV色彩属性模式值為(21,12,39)。